# DBS銀行
DBS銀行（英: DBS Bank Limited、中: 星展银行有限公司）は、シンガポールの銀行である。現在の名前になる前の2003年7月までは、シンガポール開発銀行（英: The Development Bank of Singapore Limited、中: 新加坡发展银行）として知られており、日本語では、改名後もこの名前で呼ばれている場合が多い。
この銀行は1968年にシンガポール政府により開発に対する融資機関として設立された。今日では、３３支店が存在している。DBS銀行は東南アジアにおいて資産において最も大きな銀行で、アジアの中でも大規模な銀行の1つである。香港とシンガポールにおいて、一般銀行業務、資金調達、資産運用、証券仲介、負債処理において優位な位置を確保しているが、タイ及びマレーシアにおいては拠点が無い。